# Лендьель, Габриэла
Габриэла Лендьель (венг. Lengyel Gabriella; 2 ноября 1920, Будапешт — 22 марта 1993, Париж) — венгерско-французская скрипачка.
В пятнадцатилетнем возрасте окончила Музыкальную академию имени Ференца Листа по классу Нандора Жолта, затем продолжила образование под руководством Енё Хубаи и Эде Затурецкого. В 1937 году завоевала вторую премию на Венском международном конкурсе скрипачей. В конце 1930-х гг. широко гастролировала в Австрии, Италии, Франции, Нидерландах, Югославии, Литве, Латвии, Эстонии.
В 1945 году покинула Венгрию и до конца жизни жила во Франции. В 1946 году заняла второе место на международном конкурсе имени Жака Тибо в Париже, в 1948 году выиграла в Лондоне Конкурс скрипачей имени Карла Флеша. Много концертировала вместе с братом, пианистом Аттилой Лендьелем, и в составе семейного трио (вместе с виолончелистом Эндре Лендьелем). Оставила ряд концертных записей, по большей части не изданных при жизни; в 2021 году издан комплект из девяти дисков под общим названием «Габриэла Лендьель — последняя ученица Енё Хубаи» (англ. Gabriella Lengyel — Jeno Hubay’s Last Pupil), включающий несколько концертов (в том числе скрипичный концерт Иоганнеса Брамса с Оркестром романской Швейцарии под управлением Эрнеста Ансерме) и многочисленную камерную музыку, включая полное собрание пьес Франца Шуберта для скрипки и фортепиано и ряд сочинений венгерских композиторов XX века.